# 市村弘
市村 弘（いちむら ひろむ、1955年5月24日 - ）は、日本の裁判官、公証人。仙台高等裁判所第3民事部部総括判事等を務めた。

## 人物・経歴
一橋大学卒業後、浦和地方裁判所判事補、静岡地方裁判所浜松支部判事補、大阪地方裁判所判事補、新潟地方裁判所長岡支部判事、東京地方裁判所判事を経て、横浜地方裁判所判事在任中は、横浜国立大学法科大学院で教鞭も執った。大阪高等裁判所判事、東京地方裁判所八王子支部判事、東京地方裁判所立川支部部総括判事、横浜地方裁判所部総括判事を経て、2016年から仙台高等裁判所部総括判事を務めた。2019年依願退官、新宿公証役場公証人。

## 裁判
- 笹子トンネル天井板落下事故で、目視のみによる点検方式を採った点に過失があったなどとし、中日本高速道路と子会社に4億円余りの損害賠償を命じた。判決を受け宮池克人社長は「犠牲者に心からおわび申し上げる」と謝罪を表明した[5]。
- 「生業を返せ、地域を返せ!」福島原発訴訟控訴審で裁判長として審理にあたった[6]
- 岩沼市議会の議員に対する出席停止処分について、従前の最高裁判例に反して司法審査の対象となるとの判断を示した。判例違反により上告されたが最高裁判所は大法廷を開いて判例変更を行った（最高裁大法廷令和２年１１月２５日判決・平成30(行ヒ)第417号 　出席停止処分取消等請求事件）。